# NGC 3381
NGC 3381 (другие обозначения — UGC 5909, MCG 6-24-15, ZWG 184.16, KUG 1045+349, IRAS10456+3458, PGC 32302) — спиральная галактика в созвездии Малого Льва. Открыта Уильямом Гершелем в 1786 году.
В галактике наблюдается два спиральных рукава и яркий бар, распределение поверхностной яркости в NGC 3381 искривлено относительно центра: во внешние части протяжены в сторону запада. Звездообразование происходит в основном в ядре. В спектре галактики наблюдаются такие же особенности, как у звёзд Вольфа — Райе, поэтому NGC 3381 относят к галактикам Вольфа — Райе.
Этот объект входит в число перечисленных в оригинальной редакции «Нового общего каталога».
Галактика NGC 3381 входит в состав группы галактик NGC 3396. Помимо NGC 3381 в группу также входят NGC 3395, NGC 3396, NGC 3424, NGC 3430, NGC 3442, PGC 32631, UGC 5934 и UGC 5990.